# توبی ریدل
توبی «وینما» ریدل (۱۸۴۸–۱۹۲۰) یک زن مودوک بود که به عنوان مترجم در مذاکرات بین قبیله سرخ‌پوستان ایالات متحده آمریکا و ارتش ایالات متحده در طول جنگ مودوک (همچنین به نام جنگ گدازه‌ها) خدمت کرد. او به کمیسیون صلح در مورد حمله احتمالی مودوک هشدار داد، و او جان رئیس آلفرد بی. میچم را در هنگام حمله ۱۸۷۳ نجات داد.
او و خانواده‌اش پس از جنگ با آلفرد بی. میچم به مسافرت پرداختند و در نمایشنامهٔ سخنرانی او «تراژدی تخت‌های گدازه» بازی کردند تا مردم آمریکا را در مورد جنگ آگاه کنند. میچم بعداً کتابی دربارهٔ وینما منتشر کرد که آن را به او تقدیم کرد. در سال ۱۸۹۱ توبی ریدل یکی از معدود زنان بومی آمریکا بود که به دلیل اقدامات قهرمانانه خود در جریان مذاکرات صلح در سال ۱۸۷۳، از کنگره ایالات متحده مستمری نظامی دریافت کرد. (نام کوچک او نیز در سوابق تاریخی به صورت «توبی» نوشته شده‌است).

## سنین جوانی و تحصیل
او به نام نانوکدووه به معنای «کودک عجیب» به دنیا آمد، زیرا او با موهای قرمز به دنیا آمد. به عنوان یک دختر، پس از نجات برخی از همبازی‌ها از گرفتار شدن در آبشار در قایق‌رانی، او را وینما ، (رئیس زن) نامیدند. به عنوان یک زن جوان، گفته می‌شود که او با گروه‌های مهاجم از مردان برای جمع‌آوری اسب‌ها از اردوگاه‌های دشمن همراه می‌شد. واینما پسر عموی کینتپواش (همچنین با نام کاپیتان جک) رهبر قبیله مودوک در زمان جنگ مودوک بود.

## ازدواج و خانواده
وینما با فرانک ریدل، یک شهرک نشین سفیدپوست که از کنتاکی به کالیفرنیا در طول طوفان طلای کالیفرنیا مهاجرت کرده بود، ازدواج کرد. آنها در نزدیکی خانواده او در منطقه رودخانه گمشده ساکن و صاحب پسری به نام چارکا ("زیبا") شدند. آنها همچنین او را به افتخار ژنرال جفرسن سی. دیویس ریدل نامیدند.

## حرفهٔ مترجمی
وینما یکی از چندین فرد از قبیله مودک بود که انگلیسی یادگرفت و همسرش فرانک زبان به او آموخته بود. آنها هر دو به عنوان مترجم خدمت می‌کردند.
آنها دوبار به عنوان مترجم در کمیسیون صلح در سال ۱۸۷۳ برای حل و فصل جنگ مودوک خدمت کردند. در طول مذاکرات ۱۸۷۳، گاهی اوقات وینما پیام‌هایی را بین ژنرال ادوارد کانبی و کینتپواش ارسال می‌کرد. به عنوان یک زن، او را صلح طلب می‌دانستند. وینما پس از ارسال پیامی به قلعه کاپیتان جک برای برنامه‌ریزی یک گفتگوی صلح، از نقشه‌ای برای ترور کانبی مطلع شد. او به کمیسیون صلح هشدار داد، اما آنها طبق برنامه به جلسه ادامه دادند. کانبی و توماس توسط مودوک کشته شدند و سایر کمیسران صلح و کارکنان مجروح شدند. توبی ریدل آنجا بود و آلفرد بی میچم را از کشته شدن نجات داد.
پس از آن ارتش ایالات متحده، به فرماندهی ژنرال جفرسون سی دیویس، سرانجام کاپیتان جک و دیگر رهبران مودوک را دستگیر کردند. آنها در دادگاه نظامی ایالات متحده محاکمه و محکوم شدند و کاپیتان جک و سه نفر دیگر اعدام شدند. ۱۵۳ نفر از اعضای گروه به عنوان اسیر جنگی به اوکلاهاما کنونی منتقل شدند. برخی دیگر از اعضای مودوک، از جمله خانواده ریدل، به کلامات بازگشتند.
میچم به دفاع از حقوق بومیان آمریکا ادامه داد. او یک سخنرانی-نمایشنامه «تراژدی بسترهای گدازه»، با بازی وینما، فرانک و پسرشان جف نوشت و برای دو سال آینده با آنها و نمایندگان کلامات در سراسر کشور تور برگزار کرد. میچم گفت که وینما در بین مخاطبان محبوب بود، زیرا او برای صلح بین مردم تلاش کرده بود. او همچنین کتابی در مورد وی نوشت و در سال ۱۸۷۶ منتشر و آن را به او تقدیم کرد.
وینما نقش قهرمانانه‌ای در تلاش برای نجات کمیسران صلح در طول مذاکرات ۱۸۷۳ از خود نشان داد، از این رو میچم از کنگره درخواست کرد تا به ریدل یک مستمری نظامی اعطا کند. در سال ۱۸۹۱ کنگره ایالات متحده برای توبی ریدل حقوق بازنشستگی نظامی به مبلغ ۲۵ دلار در ماه صادر کرد که تا زمان مرگش در سال ۱۹۲۰ دریافت می‌کرد جف سی ریدل، پسر توبی و فرانک، روایت خود را از جنگ مودوک نوشت تا دیدگاه بومیان را ارائه دهد، که در سال ۱۹۱۴ منتشر کرد.
توبی در نمایشگاه سده ۱۸۷۶ در فیلادلفیا ونمایشگاه بین‌المللی پاناما-پسیفیک در سانفرانسیسکو در سال ۱۹۱۵ شرکت کرد. بسیاری از نوادگان ریدل همچنان در منطقه کلامات زندگی می‌کنند.

## میراث و افتخارات
وینما ریدل یکی از معدود زنان بومی آمریکا بود که به دلیل قهرمانی‌اش توسط کنگره ایالات متحده به او اجازه بازنشستگی نظامی داد.
چندین مکان دیدنی منطقه‌ای به افتخار او وینما نامگذاری شده‌اند، از جمله جنگل ملی وینما.